# Erdre
Erdre je řeka ve Francii, která je pravostranným přítokem Loiry. Je dlouhá 97,4 km a její povodí má rozlohu 974 km².
Řeka vytéká z nádrže Étang du Clairet nedaleko La Pouëze, kde byl vztyčen pamětní kámen. Teče zpočátku k západu a za vesnicí Joué-sur-Erdre mění směr k jihu. Protéká departementy Maine-et-Loire a Loire-Atlantique a v Nantes se vlévá do Loiry. Bažiny na dolním toku byly vysušeny a v roce 1831 vznikl umělý ostrov Île de Versailles s japonskou zahradou, využívaný k rekreaci. V centru Nantes byl tok řeky sveden do podzemního tunelu pojmenovaného po svatém Felixovi a původní koryto bylo přestavěno na promenádu, která dostala název Cours des Cinquante Otages na památku obyvatel města popravených nacistickými okupanty.
Název řeky je odvozen od keltského výrazu ered (tok). Na březích se nachází množství zámků, např. Château de la Gascherie, Château de Lucinière nebo Château de la Chauvelière. Často je citován výrok krále Františka I., že Erdre je nejkrásnější řekou Francie. Na březích řeky v Nantes se koná jazzový festival Rendez-vous de l’Erdre.